# Метрополитен в КНР
Метрополитен в КНР — часть городского железнодорожного транспорта Китая (КНР).
Строительство метрополитенов в Китае осуществляется с 1965 года. Первая линия метро длиной 24 км была построена в Пекине в 1965—1969 годах. В 1980—1993 годах в Китае метро существовало только в двух городах (не считая Гонконга), а к настоящему времени число метрополитенов и лёгких метро в континентальном Китае выросло до более трёх десятков, став наибольшим в мире, причём метрополитены двух столиц (Шанхая и Пекина) стали крупнейшими в мире.

## История
В декабре 2009 года Госсовет КНР санкционировал строительство линий метро в 22 китайских городах. Общая протяженность 89 новых линий метро составит около 2,5 тыс. километров, на их строительство будет израсходовано 993,7 млрд юаней ($146,13 млрд). Позднее число городов, где есть или будет построен метрополитен увеличено до более шести десятков.
На 2012 год в Китае имелось 16 метросистем — больше, чем в какой-либо другой стране; причём три из них (Шанхай, Пекин, Гуанчжоу) входят в число крупнейших в мире. В крупнейших городах метрополитен успешно конкурирует с главным городским транспортом — автобусом.

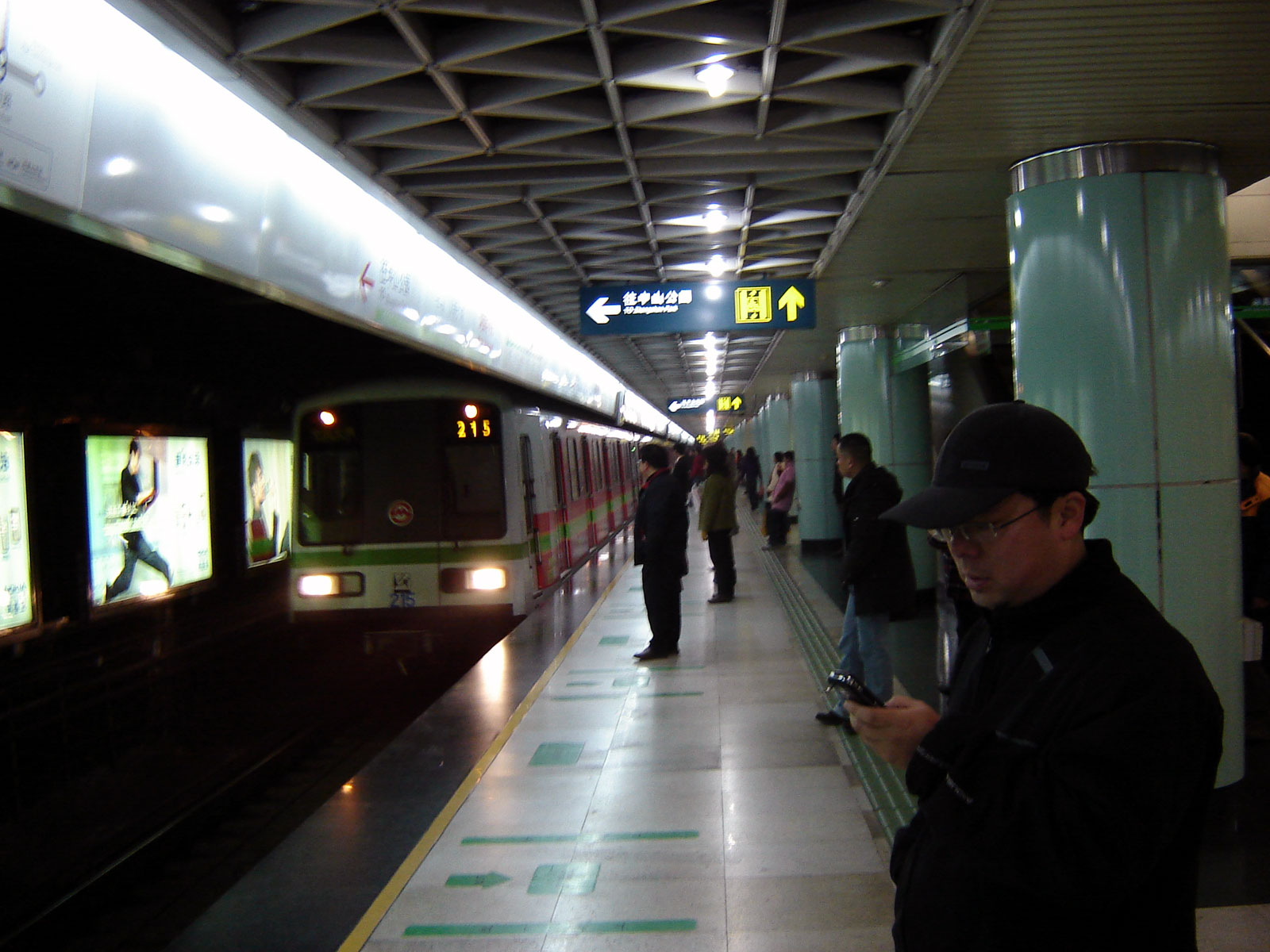
Шанхайский метрополитен, линия номер 2

Для предотвращения терактов в Китае на всех станциях метрополитена на входах в вестибюли установлены рамки металлодетекторов и детекторы взрывчатых средств (хотя известны случаи терактов и перед такими объектами защиты).

## Метрополитены континентального Китая
- Гуанчжоуский метрополитен
- Гуйянский метрополитен
- Даляньский метрополитен
- Дунгуаньский метрополитен
- Куньминский метрополитен
- Нанкинский метрополитен
- Наньнинский метрополитен
- Наньчанский метрополитен
- Метрополитен Нинбо
- Пекинский метрополитен — спроектирован и построен в 1960-х годах первым
- Сианьский метрополитен
- Сучжоуский метрополитен
- Сямыньский метрополитен
- Тяньцзиньский метрополитен — спроектирован и построен в 1970-х—1980-x годах вторым; в специальной экономической зоне при городе существует также Бинхайское лёгкое метро
- Метрополитен Уси
- Уханьский метрополитен
- Фошаньский метрополитен
- Фучжоуский метрополитен
- Ханчжоуский метрополитен
- Харбинский метрополитен
- Хэфэйский метрополитен
- Метрополитен Циндао
- Чанчуньская система метро
- Метрополитен Чанши
- Чжэнчжоуский метрополитен
- Чунцинский метрополитен
- Метрополитен Чэнду
- Шанхайский метрополитен — спроектирован и построен в 1990-х годах третьим
- Шицзячжуанский метрополитен
- Шэньчжэньский метрополитен
- Шэньянский метрополитен

## Метрополитен вне континентального Китая
- Гонконгский метрополитен
- Метрополитен Макао
- Железная дорога Коулун-Гуанчжоу — городские поезда мегалополиса Гонконг-Гуанчжоу фактически являются скоростным метрополитеном для сросшихся этих, промежуточных и прилегающих городов.

Примечание
Помимо КНР, в Китае существуют метрополитены Китайской Республики на Тайване:
- Тайбэйский метрополитен
- Гаосюнский метрополитен
- Тайчжунский метрополитен
- Таоюаньский метрополитен

## Маглев
Китай запустил второй в мире коммерческий поезд на магнитной левитации (маглев). В ходе совместного китайско-германского проекта была построена 30-км высокоскоростная (450 км/ч) маглев-трасса от шанхайского аэропорта Пудун до центра Шанхая, начавшая работать в 2002 году; стоимость проекта составила 1,2 млрд долл.
Впоследствии городские маглевы также были пущены в Чанше и Пекине.